# Иван Николчовски
Иван Тодоров Николчовски е председател на Градския народен съвет на Ботевград от април 1959 до март 1976 г.

## Биография
Иван Николчовски е роден през 1922 г. в Боженица, Орханийска околия. Завършва гимназия в Ботевград и за известно време е студент в Юридическия факултет на Софийския университет. Твърде млад е избран за кмет на родното си село, където среща трудностите на управлението в първите години на социалистическите преобразования към държавно планово стопанство. По-късно е избран за секретар на Околийския народен съвет. След административно-териториалното преустройство на страната от 1959 г., с премахването на околиите, е избран за Председател на Градския народен съвет.
Организаторските му качества се проявяват със заслугите му към спортното дело в града, благоустрояването на градския център, откриването на паметника на Христо Ботев, изграждането на канализационна мрежа, асфалтиране на улиците, установяване на ежедневни транспортни връзки със селата, индустриализация на града с откриването на завода за полупроводникови прибори (ЗПП) през 1965 г.
През 1961 г. е открит първият корпус на Районната болница, през 1962 г. – сградата на ТМЕ „Христо Ботев“, по-късно – кино „Стамен Панчев“, хотел „Синьо небе“ и др. Създава се и добра спортна база – открит е градският стадион и зала „Балкан“. Баскетболът и другите спортове печелят победи и все повече привърженици. На 9 октомври 1966 на голямо градско тържество и в присъствието на държавния глава Тодор Живков,
гости от побратимения град Саранск и много други официални лица, се чества 100-годишнината от обявяването на Ботевград за град. През този период окончателно се оформяне новия градски център със сградите на Общинския съвет, Читалището, театъра и жилищните блокове на площад „Освобождение“.
След освобождаването му като кмет на Ботевград, през март 1976 г., Николчовски работи като директор на СД „Търговия“ в София окръг, а по-късно – като генерален директор на ДСО „Петрол“. Умира през 2000 г.

## Творчество
След пенсионирането си Иван Николчовски е автор на две книги с мемоарни очерци.
- Николчовски Ив. Покушения срещу властта / Случки и небивалици от моето кметуване, София, 1991 г.
- Николчовски, Ив. Всяка река брод има, София, Профиздат 1987.